# アルトゥーロ・トスカニーニ

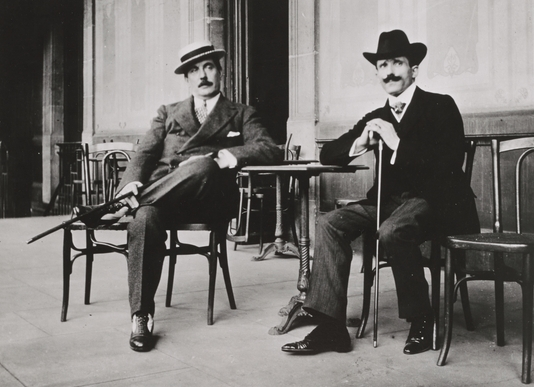
トスカニーニとプッチーニ（1910年頃）

アルトゥーロ・トスカニーニ（Arturo Toscanini, 1867年3月25日 - 1957年1月16日）は、イタリア出身の指揮者。

## 概要
スカラ座やメトロポリタン等の音楽監督を歴任し、20世紀前半を代表する指揮者とされている。ロマン主義のスタイルを脱却した演奏法は音楽演奏における新即物主義に分類され、ライバルのフルトヴェングラーと対極をなした。速く正確なテンポ、統一したアンサンブル等は戦後の演奏法の規範となった。徹底した楽譜至上主義ともいわれているが、しばしば部分的にオーケストレーションを改編することもあった。楽譜至上主義・即物主義的スタイルはカラヤンをはじめ多くの指揮者に多大な影響を与えた。レパートリーは膨大で、イタリア・オペラやレスピーギなどのイタリアの管弦楽作品のみならず、バイロイト音楽祭においてワーグナーを振り（ドイツ系以外の指揮者としては初登場）、ベートーヴェンやブラームスといったドイツ音楽やチャイコフスキーなども得意とした。大指揮者があまり手がけないような通俗名曲、小品も好んで録音している。ブルックナーやマーラーはほとんど手掛けていないが、当時は彼らは作曲家としては中欧以外では高い評価を得ていない時代であり、イタリア出身の指揮者が手掛けないのは特に不思議なことではない。
『ワリー』や『トゥーランドット』等の重要なイタリア・オペラを初演している。戦後はNBC交響楽団を起用し数多くのレコーディングを行った。また、リハーサルの厳しさで知られ、駄目出しの多さからトスカノーノとあだ名された（後述）。
トスカニーニは極度の近視であり、譜面台に置いた楽譜が見えなかったため本番もリハーサルも暗譜で指揮するのが常であった。しかし、1954年4月4日の演奏会（オール・ワーグナー・プログラム・コンサート。その時に演奏していた曲目は「タンホイザー」序曲とバッカナーレ）での記憶障害により指揮を一時止めてしまった。
そしてこの演奏会の直後にトスカニーニの引退が発表された（引退は演奏会の前に計画されていた）。引退に際し公開された引退表明の手紙（同年3月25日付）には以下の一文も含まれる。

## 来歴
- 1867年　3月25日、イタリア北部の町パルマのオルトレトレンテ（労働者階級が住む地域）ボルゴ・サン・ジャコモ（現ボルゴ・ロドルフォ・タンツィ）13番で生まれる。父クラウディオは仕立屋。母パオラ（パオリーナ、旧姓はモンターニ）は裁縫師。アルトゥーロは第1子で、唯一の男児。（子供は計4名。）
- 1871年　初めて歌劇場に連れて行かれヴェルディの「仮面舞踏会」を聴く。
- 1876年　パルマ王立音楽学校に入学。当初は通学生。後に寮生となる。
- 1885年　9年間の厳しい教育の後、チェロと作曲で最高の栄誉を得て首席で卒業。（ピアノも最高点。）巡業歌劇団と首席チェロ奏者・副合唱指揮者の契約を結ぶ。18歳の若者にとってこれは名誉な事であった。
- 1886年　6月30日、歌劇団のブラジル　リオ・デ・ジャネイロ公演において、ヴェルディの「アイーダ」の指揮者として突然デビューすることとなる。帰国後の11月4日、トリノのカリニャーノ劇場でカタラーニの「エドメア」でプロ指揮者としてデビュー。
- 1887年　2月5日、ミラノ・スカラ座におけるヴェルディの「オテロ」初演で第2チェロ奏者を務める。以降10年間、地方歌劇場を回って指揮をする。
- 1892年　ミラノ　ダル・ヴェルメ劇場でレオンカヴァッロの「道化師」を初演。ジェノヴァのカルロ・フェリーチェ劇場でフランケッティの「クリストフォロ・コロンボ」を指揮。（なおこれはヴェルディがトスカニーニの指揮を聴いた唯一の機会であった。）
- 1895年　トリノ　レージョ劇場の首席指揮者に就任。ヴァーグナーの「神々の黄昏」をイタリア初演。
- 1896年　2月1日、レージョ劇場でプッチーニの「ラ・ボエーム」初演。3月20日、トリノで自身初の管弦楽演奏会を行う。
- 1897年　6月21日、ミラノでカルラ・デ・マルティーニと結婚。
- 1898年　3月21日、トリノで第1子となる息子ヴァルテル誕生。ヴェルディの「聖歌四編」のうち3つをイタリア初演。31歳でスカラ座芸術監督に任命され、12月26日、「ニュルンベルクのマイスタージンガー」でシーズン初日を飾る。
- 1899年　スカラ座でヴァーグナーの「ジークフリート」をイタリア初演。
- 1900年　1月16日、長女ヴァッリ誕生。スカラ座でチャイコフスキーの「エフゲニー・オネーギン」をイタリア初演。ミラノ・リリコ劇場でレオンカヴァッロの「ザザ」を初演。プリマドンナのロジーナ・ストルキオ（イタリア語版）と恋に落ちる。
- 1901年　1月、ミラノでヴェルディが死去。トスカニーニはその後の追悼演奏会などで指揮。9月28日、次男ジョルジョ誕生。この年以降1906年まで4回にわたり、アルゼンチン　ブエノス・アイレスのオペラ座で指揮。（ベルリオーズ「ファウストの劫罰」、プッチーニ「蝶々夫人」、チレア「アドリアーナ・ルクヴルール」など）
- 1903年　4月を以てスカラ座芸術監督を辞任。原因は聴衆や新しい運営委員会との不和。
- 1906年　父クラウディオ、死去。6月10日、次男ジョルジョがジフテリアのため死去。スカラ座に復帰。リヒャルト・シュトラウスの「サロメ」イタリア初演をめぐり作曲者といざこざ。
- 1907年　トスカニーニの主張に従った新しいオーケストラピットが完成し、「神々の黄昏」で披露となる。12月5日、次女ヴァンダ誕生。
- 1908年　スカラ座にてドビュッシーの「牧神の午後への前奏曲」イタリア初演。スカラ座と再び不和が生じ、辞任。インプレサリオ　ガッティ・カザッツァを連れてニューヨーク市のメトロポリタン歌劇場に移り、グスタフ・マーラーと共に首席指揮者となる。11月16日、カルーソーを配した「アイーダ」で米国での初指揮。
- 1910年　パリにてメトロポリタン歌劇場引っ越し公演を行う。（プッチーニ「マノン・レスコー」フランス初演など）12月10日、プッチーニの「西部の娘」初演。
- 1912年　夏期にブエノスアイレスのコロン劇場で指揮。
- 1913年　メトロポリタン歌劇場にて管弦楽指揮者としての米国デビュー。3月13日、ムソルグスキーの「ボリス・ゴドゥノフ」米国初演。ヴェルディの出生地ブッセートで行われた生誕100年記念祭にて指揮。
- 1915年　メトロポリタン歌劇場を辞任。原因は仕事上の数多くの幻滅や不和と女性問題（ソプラノ歌手兼女優のジェラルディン・ファーラー）。第1次世界大戦が始まり、帰国。以降1918年までは、イタリア国内での慈善演奏のみに出演。
- 1917年　バンドを率い前線にて慰問演奏。戦火の中の勇気に対し勲章を授与される。
- 1919年　ミラノ議会選挙で、ベニート・ムッソリーニが党首を務めるイタリア戦闘者ファッシ（後のファシスト党）の候補者名簿に名を連ねる。
- 1920年　スカラ座管弦楽団を再編成し、（イタリアでの演奏も含む）北米演奏旅行を行う。その際、ニュージャージー州キャムデンでビクターのために初めてのレコード制作を行う。公社となったスカラ座より総監督に指名される。
- 1921年　12月26日、1917年以降定期公演が途絶えていたスカラ座でシーズンを再開する。演目はヴェルディの「ファルスタッフ」であった。
- 1922年　ローマ進軍によりムッソリーニが権力を掌握。クーデターで権力を奪取したムッソリーニに幻滅したトスカニーニはこの新たな独裁者に対する抵抗を始める。
- 1924年　スカラ座にてボイトの「ネローネ」初演。母パオラ、死去。
- 1926年　ニューヨーク・フィルハーモニックを初指揮。スカラ座にてプッチーニの「トゥーランドット」初演。
- 1927年　ウィレム・メンゲルベルクと共にニューヨーク・フィルハーモニックの常任指揮者に指名される。同フィルを指揮して初めてのラジオ演奏会を行う。
- 1929年　ウィーンとベルリンでスカラ座の引っ越し公演を行い歴史的成功を収めるが、直後にスカラ座を辞任。理由は、ムッソリーニがスカラ座を政治的に利用しようとしていることを察知したため。8月16日、ミラノで初孫（ヴァルテルの息子）ヴァルフレード誕生。
- 1930年　ニューヨーク・フィルを率いて欧州演奏旅行を行う。バイロイト音楽祭で非ドイツ系指揮者として初めて指揮。（「タンホイザー」と「トリスタンとイゾルデ」）ニューヨーク・フィルの首席指揮者に指名される。
- 1931年　演奏会前にファシスト党歌「ジョヴィネッツァ」の演奏を拒否したとして、ボローニャで暴漢に襲われる。ファシスト政権下のイタリアでは演奏しないと決意。バイロイトで指揮。（「タンホイザー」と「パルジファル」）
- 1933年　ウィーン・フィルハーモニー管弦楽団に初客演。以降、1937年まで客演を続ける。ドイツにおけるヒトラーの支配が強まったため、バイロイトでの指揮を拒否。6月19日、2人目の孫（ヴァッリの娘）エマヌエラ・ディ・カステルバルコ誕生。
- 1934年　10月2日、3人目の孫（ヴァンダの娘）ソーニャ・ホロヴィッツ誕生。
- 1935年　BBC交響楽団を指揮し、英国デビュー。（1937～39年にも客演。）ザルツブルク音楽祭で初指揮。（「フィデリオ」と「ファルスタッフ」）当地はファシストと無関係の音楽的中心地であった。
- 1936年　ニューヨーク・フィルを辞任。ザルツブルクで「マイスタージンガー」等を指揮。パレスティナ交響楽団（現在のイスラエル・フィル）の結成演奏会を指揮するためパレスティナに自費で初渡航。
- 1937年　ザルツブルクにて「魔笛」等を上演。舞台演出を伴うオペラ全曲上演としてはこれが最後となる。12月25日、NBC交響楽団の首席指揮者としてラジオ演奏会を開始。
- 1938年　オーストリア政府がドイツのナチ政権と妥協する気配を察し、予定されていたザルツブルク音楽祭をキャンセル。ファシズムを逃れてきた演奏家によるコンサートをスイス　ルツェルンにて開催（現在のルツェルン音楽祭）。パレスティナに再渡航し演奏会を行う。
- 1939年　義理の息子（ヴァンダの夫）ヴラディーミル・ホロヴィッツをソリストとしてルツェルンで演奏会を行う。以後、第2次大戦終結まで欧州では演奏しなかった。
- 1940年　NBC響を率いて南米演奏旅行。
- 1941年　春、NBC響をいったん辞任。1941～42年のシーズンはNBC響と契約を交わさず、フィラデルフィア管弦楽団などに客演。
- 1943年　9月、雑誌「ライフ」に公開書簡『米国民の皆さんへ』を掲載。12月、「諸国民の賛歌」を指揮するトスカニーニの姿を中心とした戦意高揚のための短編映画が製作される。
- 1944年　ニューヨーク市　マディソン・スクエア・ガーデンにて赤十字慈善演奏会を行う。
- 1946年　1945年のイタリアの終戦によってムッソリーニが失脚しファシズムが打倒されたイタリアに帰国し、5月11日、爆撃で破壊されたスカラ座の再開演奏会を指揮。イタリアでの選挙と1946年王政廃止に関するイタリアの国民投票に参加。
- 1948年　3月20日、NBC響との演奏会が初めてテレビ中継される。6月10日、スカラ座でボイトの2作品の一部を上演。舞台演出を伴うオペラ上演はこれが最後となった。
- 1950年　NBC響を率いて米国演奏旅行。
- 1951年　6月23日、妻カルラ死去。73歳。
- 1952年　スカラ座でお別れ演奏会を行う。英国　フィルハーモニア管弦楽団に客演。これらが欧州での最後の指揮となる。
- 1954年　4月4日、カーネギー・ホールでNBC響と最終演奏会を行い、68年間に及ぶ指揮者人生を終える。（6月に録音作業のため2度指揮する。）夏に帰国。
- 1955年　2月28日、米国に戻り、以後帰国しなかった。自宅で息子ヴァルテルらと共に発売可能な録音の選定等を行う。
- 1957年　元日早朝に脳血栓の発作を起こし、1月16日、ニューヨーク市 リバーデイルの自宅にて死去。89歳没。ミラノの家族墓地に埋葬される。

## 逸話
- プッチーニの遺作オペラ『トゥーランドット』の初演に際し、ムッソリーニ臨席のもとで演じることが決められていたが、ファシスト党政権に反発するトスカニーニは、国歌と扱われていた党歌「青春の歌」の演奏を拒んだ。このためにムッソリーニは初演に立ち会っていない。
- 未完に終わった「トゥーランドット」をプッチーニの弟子アルファーノが補作したが、トスカニーニは補作のフィナーレの直前で演奏を止め「巨匠は、ここで筆を絶ちました」と言って指揮台を降り、公演はそこで終了した。トスカニーニが公演中に声を発したのは、この時のみである（スカラ座やメトロポリタン歌劇場で聴衆と口論をしたとのエピソードも残っているが、これは非常時の出来事に近かった）。トスカニーニはオペラピットを去り、場内の照明が灯り、聴衆も静かに帰ったという。
- オーケストラをリハーサルで徹底的に鍛え、妥協を許さない専制的な指揮者であった。こうした態度はオーケストラのみならずオペラ歌手にまで及んだ（それまでのオペラ上演は歌手中心で、トップ歌手は指揮者の統制を受けないのが普通だった）。
- 暗譜能力は驚異的であり、合奏曲約250曲の全パート、オペラ約100曲の譜面と歌詞、更に多くの小品を完璧に覚えていたという。
- 元来、トスカニーニはパルマ音楽院では作曲科の学生であった。ところが学生のときワーグナーの楽劇『トリスタンとイゾルデ』を観覧し作曲家になることを断念[要出典]、そのままチェロ科に移ってしまった。
- 演奏家としてのトスカニーニは作曲者が第一という考え方をしており、フルトヴェングラー（後述）やメンゲルベルク、ストコフスキーなど自己主張の強いタイプの芸風に対しては否定的で、個人的に親しくなることもなかった。
- ラヴェルの「ボレロ」を指揮した際、興奮した会場の聴衆の拍手に、作曲者同席の際の慣例に従ってトスカニーニはラヴェルを立たせて巻き起こる拍手を作曲者に向けようとしたが、テンポの解釈の違いからラヴェルは自分の席に座ったままで、聴衆の拍手には応えようとしなかったという。この行動はすぐに新聞紙上で騒がれるなど一時は音楽界格好の話題となったが、後にラヴェルはトスカニーニへの手紙の中で、この事件が実は誤解に基づくものであることを説明している[要出典]。
- 非常に短気であり、オーケストラのリハーサルの際には怒鳴り声を発することは頻繁にあった。戦前に出演したバイロイト音楽祭では、オーケストラが一音出すたびに「ノー、ノー!」と怒鳴るので「トスカノーノ」というあだ名を付けられていた。トスカニーニの癇癪も計算の内で、弛緩した雰囲気に喝を入れるのが目的であった。オーケストラが指示通りに演奏すると怒ることはなく、リハーサルは極めて短時間で終わった。
- リハーサル中に激怒すると、指揮棒を折る、スコアを破く、インク瓶や懐中時計を地面に投げつける、譜面台を壊したりするということもよくあり、コンサートマスターの指を指揮棒で刺してしまい、裁判沙汰になったこともあった。しかし一通り暴れ終わった後は平然とした顔で「それではリハーサルを始めましょう」と何喰わぬ顔でリハーサルを始めた。また、いかにもイタリア人らしく激しく怒っても翌日には忘れてしまい、まったく後に引くということがなかった。翌日も怒りが残るジョージ・セルとは対極をなし、常日頃からオーケストラの団員との会話を図るなどして人間関係の維持には心を砕いたので憎まれるようなことはなかったという[要出典]。
- オーケストラ団員から非常に恐れられていたが、ウィーン・フィルは別であった。ある時トスカニーニがウィーン・フィルとのリハーサル中に激しく怒り、スコアを両手で持って地面に叩きつけると、高名なチェロ奏者フリードリッヒ・ブックスバウム（ロゼー弦楽四重奏団のメンバー）は自分のパート譜をそっとスコアの隣に置いたという[要出典]。しかし、トスカニーニはこの優れたオーケストラに一目置き、リハーサルで憤激することも非常に稀になり良好な関係を保っていた。
- 大変な好色家で、共演者の歌手との浮名を流すこともしばしばであった。また、トスカニーニが怒り狂った時にそれをなだめるため、若い女性があてがわれていた。それについて妻は常に悩んでいたという。しかし家族愛は強く家族の人数分のハートを彫刻した腕輪をはめていたり、孫のソニア（娘ワンダと娘婿ホロヴィッツとの間の娘）を溺愛し、結果的に断られたものの一時は養子にしてくれるように頼んだことも知られている。臨終の際、ソニアが見舞いに来たときトスカニーニは、「おお、ソニア、ソニア。来てくれたのか。おじいちゃん、もうすぐ死ぬからな」と言ったという[要出典]。
- ジークフリート・ワーグナーの死後、相性が合わなかった未亡人のヴィニフレートがナチスに接近すると、トスカニーニは「全てが変わらん限り私は帰らない!」と叫んでバイロイト音楽祭から身を引いた。さらに1937年、ザルツブルクの路上でフルトヴェングラーと会い口論となった。両者は前年のニューヨーク・フィルの引き継ぎをめぐって感情のしこりがあったが、フルトヴェングラーがドイツに留まっていることに対し、トスカニーニは彼がヒトラーの言いなりであると解釈しており、双方は険悪な関係となっていた。「あなたはナチだから出ていけ!自由な国と奴隷化された国の双方では指揮する資格はない」、「あなたにまかせるなら出て行きます。でも音楽家にとって自由な国も奴隷化された国もない。演奏するのがたまたまヒトラーの国といって、ヒトラーの部下とは限らない。偉大な音楽こそナチスの敵ではないですか!」、「第三帝国で指揮する者は全てナチスだ!」といった内容で喧嘩別れした。以後、2人が会うことはなかったといわれる。ただし、1948年にシカゴ交響楽団がフルトヴェングラーを招聘しようとした際、米国の音楽家たちの多くが反対の意思を示した一件の時の反対の署名の中にトスカニーニの名前は存在しない（ワルターも署名していない）。バイロイト音楽祭との絡みで、トスカニーニは最も敬愛するヴェルディのためにヴェルディの出身地ブッセートでバイロイトのワーグナー祭を模したヴェルディ祭を開催する願望を抱いていたが、これは結局実現に至っていない。

## 主要な録音

### モノラル録音
特記なき場合はNBC交響楽団。
- J.S.バッハ：G線上のアリア（1946）
- J.シュトラウスII世：トリッチ・トラッチ・ポルカ（1941）、美しく青きドナウ（1941&1942）
- R・シュトラウス：楽劇「サロメ」~7つのヴェールの踊り（1939）、交響詩「ティル・オイレンシュピーゲルの愉快ないたずら」（1952）、交響詩「ドン・キホーテ」（1953）、交響詩「ドン・ファン」（1951）、交響詩「死と変容」（1952）、同（フィラデルフィア管弦楽団、1942）
- アンゲラー：おもちゃの交響曲（1941）
- ウェーバー：歌劇「オイリアンテ」序曲（1951）、歌劇「オベロン」序曲（1952）、歌劇「魔弾の射手」序曲（1945）、同（1952）、舞踏への招待（1951）、同（BBC交響楽団、1938）
- ヴェルディ：カンタータ「諸国民の賛歌」（1943）、テ・デウム（1954）、レクイエム（1951）、歌劇「アイーダ」（1949）、歌劇「オテロ」（1947）、歌劇「オテロ」~バレエ音楽（1948）、歌劇「シチリア島の夕べの祈り」序曲（1942）、「ナブッコ」~合唱「行け、わが思いよ、黄金の翼に乗って」（1943）、「ファルスタッフ」（1950）、「リゴレット」~第3幕（1944）、「ルイザ・ミラー」~アリア「穏やかな夜には」（1943）、「ルイザ・ミラー」序曲（1943）、「運命の力」序曲（1945）、「運命の力」序曲（1952）、「仮面舞踏会」（1954）、歌劇「十字軍のロンバルディア人」~ここに体を休めよ（1943）、「椿姫」（1946）、「椿姫」~第1幕への前奏曲（ニューヨーク・フィル、1929）、同（1941）、「椿姫」~第3幕への前奏曲（1941）、同（ニューヨーク・フィル、1929）
- エルガー：エニグマ変奏曲（1951）
- エロール：歌劇「ザンパ」序曲（1952）
- ガーシュイン：パリのアメリカ人（1945）
- カタラーニ：歌劇「ローレライ」~水の精の踊り（1952）、歌劇「ワリー」~第4幕への前奏曲（1952）
- カバレフスキー：「コラ・ブルニョン」序曲
- グリンカ：スペイン序曲第1番「ホタ・アラゴネーサ」（1950）、幻想曲「カマリンスカヤ」（1940）
- グルック：歌劇「アウリスのイフィゲニア」序曲（1952）、歌劇「オルフェオとエウリディーチェ」第2幕~精霊の踊り（1946）、同（ニューヨーク・フィル、1929）、「オルフェオとエウリディーチェ」第2幕（1952）
- グローフェ：組曲「大峡谷」（1945）
- ケルビーニ：交響曲（1952）、レクィエム（1950）、歌劇「アナクレオン（又は「束の間の恋」）序曲」（1953）、歌劇「アリ・ババ」序曲（1949）、歌劇「メデア」序曲（1950）
- コダーイ：組曲「ハーリ・ヤーノシュ」（1947）
- サン＝サーンス：交響曲第3番ハ短調「オルガン付き」（1952）、「死の舞踏」（1950）
- シベリウス： 交響曲第2番ニ長調（1940）、 トゥオネラの白鳥（1944）、交響詩「フィンランディア」（1952）、交響詩「ポヒョラの娘」（1940）
- シューベルト：交響曲第5番変ロ長調（1953）、交響曲第8（7）番ロ短調「未完成」（1950）、交響曲第9番ハ長調「ザ・グレイト」（1947）、同（1953）、同（フィラデルフィア管弦楽団、1941）
- シューマン：交響曲第3番変ホ長調「ライン」（1949）、劇音楽「マンフレッド」（1946）
- ショスタコーヴィチ：交響曲第1番ヘ短調（1944）、交響曲第7番「レニングラード」（1942）
- スーザ：カピタン行進曲（1945）、星条旗よ永遠なれ（1945）
- スッペ：「詩人と農夫」序曲（1943）
- ストラヴィンスキー：バレエ音楽「ペトルーシュカ」（1911年版）~第1場「謝肉祭の市場」／第4場「謝肉祭の市場」夕方（1940）
- スミス：：星条旗（1942）
- スメタナ：歌劇「売られた花嫁」序曲（1946）、交響詩「わが祖国」~「モルダウ」（1950）
- チマローザ：歌劇「計略結婚」序曲（1949）、歌劇「秘密の結婚」序曲（1943）
- チャイコフスキー：交響曲第6番「悲愴」（1947）、同（フィラデルフィア管弦楽団、1942）、交響曲「マンフレッド」（1949）、バレエ「くるみ割り人形」組曲（1951）、ピアノ協奏曲第1番変ロ短調（ヴラディーミル・ホロヴィッツ（P）、1941）、ピアノ協奏曲第1番変ロ短調（ホロヴィッツ、1943）、幻想序曲「ロメオとジュリエット」（1946）
- デュカス：「魔法使いの弟子」（1950）、同（ニューヨーク・フィル、1929）
- ドヴォルザーク：交響曲第9番「新世界より」（1953）
- ドニゼッティ：歌劇「ドン・パスクァーレ」序曲（1951）
- ドビュッシー：交響詩「海」（1950）、同（フィラデルフィア管弦楽団、1942）、牧神の午後への前奏曲（1953）、管弦楽のための「映像」~イベリア（1950）、同（フィラデルフィア管弦楽団、1941）、夜想曲~雲／祭り（1948）
- トマ：歌劇「ミニョン」序曲（1942）、同（1952）
- バーバー：弦楽のためのアダージョ（1942）
- ハイドン：交響曲第88番「V字」（1938）、交響曲第94番「驚愕」（1953）、交響曲第98番（1945）、交響曲第99番（1949）、交響曲第101番「時計」（1946〜1947）、同（ニューヨーク・フィル、1929）、協奏交響曲（1948）
- パガニーニ：常動曲（1939）
- ビゼー：「カルメン」組曲より（1952）、「アルルの女」組曲より（1952）
- プッチーニ：歌劇「ボエーム」（1946）、歌劇「マノン・レスコー」~間奏曲（1949）
- ブラームス：交響曲第1番（1941）、同（1951）、同（フィルハーモニア管弦楽団、1952）、交響曲第2番（1952）、同（フィルハーモニア管弦楽団、1952）、交響曲第3番（1952）、同（フィルハーモニア管弦楽団、1952）、交響曲第4番（1951）、同（フィルハーモニア管弦楽団、1952）、大学祝典序曲（1948）、悲劇的序曲（1953）、同（BBC交響楽団、1937）、同（フィルハーモニア管弦楽団、1952）、ハイドンの主題による変奏曲（1952）、同（ニューヨーク・フィル、1936）、同（フィルハーモニア管弦楽団、1952）、ハンガリー舞曲第1,17,20,21番（1953）、ピアノ協奏曲第2番（ホロヴィッツ〈ピアノ〉、1940）、ヴァイオリンとチェロのための協奏曲（ミッシャ・ミシャコフ（Vn）,フランク・ミラー（Vc）、1948）、セレナード第2番（1942）、ワルツ集「愛の歌」（1948）、運命の女神たちの歌（1948）、
- フランク：交響曲（1940&1946）、交響詩「プシュケ」~第4曲「プシュケとエロス」（1952）
- プロコフィエフ：交響曲第1番「古典交響曲」（1951）
- フンパーディンク：歌劇「ヘンゼルとグレーテル」前奏曲（1952）
- ベートーヴェン：交響曲第1番（1951）、同（BBC交響楽団、1939）、交響曲第2番（1949&1951）、交響曲第3番「英雄」（1939）、同（1949）、同（1953）、交響曲第4番（1951）、同（BBC交響楽団、1939）、交響曲第5番（1939）、同（1952）、交響曲第6番「田園」（1952）、同（BBC交響楽団、1937）、交響曲第7番（1951）、同（ニューヨーク・フィル、1936）、交響曲第8番（1939）、同（1952）、交響曲第9番「合唱」（1952）、「プロメテウスの創造物」序曲（1944）、序曲「コリオラン」（1945）、「レオノーレ」序曲第1番（BBC交響楽団、1939）、「レオノーレ」序曲第2番（1939）、「レオノーレ」序曲第3番（1939）、同（1945）、序曲「献堂式」（1947）、ヴァイオリン協奏曲（ヤッシャ・ハイフェッツ（Vn）、1940）、ピアノ協奏曲第1番（アニア・ドーフマン（P）、1945）、ピアノ協奏曲第3番（アルトゥール・ルービンシュタイン（P）、1944）、ピアノ協奏曲第4番（ルドルフ・ゼルキン（P）、1944）、ミサ・ソレムニス（1953）、歌劇「フィデリオ」（1944）、歌劇「フィデリオ」第1幕~悪者よ、どこへ急ぐのだ（1945）、劇音楽「エグモント」序曲（1939）、同（1953）、弦楽四重奏曲第16番~第2・3楽章（1938）、七重奏曲（1951）
- ベルリオーズ：劇的交響曲「ロメオとジュリエット」（1947）、劇的交響曲「ロメオとジュリエット」~マブ女王のスケルツォ（1951）、同（フィラデルフィア管弦楽団、1942）、劇的交響曲「ロメオとジュリエット」~第2部（1947）、交響曲「イタリアのハロルド」（1953）、序曲「ローマの謝肉祭」（1953）、劇的物語「ファウストの劫罰」~ラコッツィ行進曲（1945）
- ボイト：歌劇「メフィストーフェレ」~プロローグ（1954）
- ポンキエルリ：歌劇「ジョコンダ」~時の踊り（1952）
- ムソルグスキー（ラヴェル編）：組曲「展覧会の絵」（1953）
- メンデルスゾーン：交響曲第4番イ長調「イタリア」（1954）、交響曲第5番ニ長調「宗教改革」（1953）、劇音楽「真夏の夜の夢」（抜粋）、同（フィラデルフィア管弦楽団、1942）、劇音楽「夏の夜の夢」~スケルツォ（1946）、同（ニューヨーク・フィル、1926）、同（ニューヨーク・フィル、1926）、弦楽八重奏曲~スケルツォ（1945）、八重奏曲（1947）
- モーツァルト：交響曲第35番ニ長調「ハフナー」（1946）、同（ニューヨーク・フィル、1929）、交響曲第39番変ホ長調（1948）、交響曲第40番ト短調（1938&1939）、同（1950）、交響曲第41番ハ長調「ジュピター」（1945&1946）、ディヴェルティメント第15番（1947）、歌劇「ドン・ジョヴァンニ」序曲（1941）、歌劇「フィガロの結婚」序曲（1947）、歌劇「魔笛」序曲（BBC交響楽団、1938）、同（1949）、ファゴット協奏曲（1947）
- ラヴェル：バレエ音楽「ダフニスとクロエ」第2組曲（1949）
- リャードフ：キキモラ（1952）
- レスピーギ：交響詩「ローマの祭り」（1949）、同（フィラデルフィア管弦楽団、1941）、交響詩「ローマの松」（1953）、交響詩「ローマの噴水」（1951）
- ロッシーニ：歌劇「絹のはしご」序曲（BBC交響楽団、1938）、歌劇「アルジェのイタリア女」序曲（1950）、同（ニューヨーク・フィル、1936）、歌劇「ウィリアム・テル」~6人の踊り（1945）、歌劇「ウィリアム・テル」序曲（1939）、同（1953）、歌劇「コリントの包囲」序曲（1945）、歌劇「シンデレラ（チェネレントラ）」序曲（1945）、歌劇「セビリャの理髪師」序曲（1945）、同（ニューヨーク・フィル、1929）、歌劇「セミラーミデ」序曲（1951）、同（ニューヨーク・フィル、1936）、歌劇「どろぼうかささぎ」序曲（1945）、歌劇「ブルスキーノ氏」序曲（1945）
- ワーグナー：ジークフリート牧歌（1946）、同（1952）、同（ニューヨーク・フィル、1936）、歌劇「タンホイザー」~序曲とヴェヌスベルクの音楽（1952）、歌劇「ローエングリン」~第1幕への前奏曲（1941）、同（1951）、同（ニューヨーク・フィル、1936）、歌劇「ローエングリン」~第3幕への前奏曲（1951）、同（ニューヨーク・フィル、1936）楽劇「ジークフリート」~森のささやき（1951）、楽劇「トリスタンとイゾルデ」~愛の死（1942）、楽劇「トリスタンとイゾルデ」~前奏曲と愛の死（1952）、楽劇「ニュルンベルクのマイスタージンガー」~第1幕への前奏曲（1946）、楽劇「ニュルンベルクのマイスタージンガー」~第3幕への前奏曲（1951）、楽劇「ワルキューレ」~ワルキューレの騎行（1946）、同（1952）、楽劇「ワルキューレ」第1幕~第3場（1941）、楽劇「神々の黄昏」~「夜明けとジークフリートのラインへの旅」（1941）、楽劇「神々の黄昏」~ジークフリートのラインへの旅（1941）、楽劇「神々の黄昏」~ジークフリートの死と葬送行進曲（1941）、同（1952）、楽劇「神々の黄昏」~ブリュンヒルデとジークフリートの二重唱（1941）、楽劇「神々の黄昏」~ブリュンヒルデの自己犠牲（1941）、楽劇「神々の黄昏」~夜明け（1941）、楽劇「神々の黄昏」~夜明けとジークフリートのラインへの旅（1949）、序曲「ファウスト」（1946）、舞台神聖祝典劇「パルジファル」~聖金曜日の音楽（1949）、舞台神聖祝典劇「パルジファル」~第1幕への前奏曲（1949）
- ワルトトイフェル：スケーターズ・ワルツ（1945）
- 「イギリス国歌」（フィルハーモニア管弦楽団、1952）

雑誌『レコード芸術（第56巻第12号）』2007年12月号（音楽之友社）には三田晴久編の極めて詳細なディスコグラフィが収載されている。

### ステレオ録音
すべてNBC交響楽団。
- ヴェルディ:レクイエム（ヘルヴァ・ネッリ〈ソプラノ〉、フェドーラ・バルビエーリ〈メゾ・ソプラノ〉、ジュゼッペ・ディ・ステーファノ〈テノール〉、チェーザレ・シエピ〈バス〉、ロバート・ショウ合唱指揮ロバート・ショウ合唱団、1951年1月27日）
  - 1951年のRCAレコードのモノラル盤と同一の演奏。ただ、この時にはRCA社がモノラルで録音していたのと同時に、カーネギー・ホールも別のマイクを立ててモノラル録音をおこなっていた。こうした偶然の結果として、マイク位置が異なる2種の録音が残された。そこで、この2種の音源をコンピューターで合成してステレオ録音としたもの。
- ワーグナー：『ローエングリン』～第１幕前奏曲・『ジークフリート』～森の囁き・『神々の黄昏』～ジークフリートのラインへの旅・『タンホイザー』～序曲とバッカナール・『マイスタージンガー』～第１幕前奏曲（以上、1954年4月4日）
  - トスカニーニの最後の公開演奏会のライヴ録音
- ロッシーニ:「セヴィリャの理髪師」序曲（1954年3月21日）
- チャイコフスキー:交響曲第6番「悲愴」（ただし第3楽章最後が欠落）（1954年3月21日）

## 映像記録
- 『Arturo Toscanini  The Original Ten Televised Concerts 1948-1952 with NBC Symphony Orchestra  アルトゥーロ・トスカニーニ　TVコンサート』（DVD5枚組）東芝EMI、 2002
トスカニーニの演奏会中、テレビ中継された10回分のDVD化。モノクロ映像。モノーラル録音。収録時間約600分。英語音声（日本語字幕）。以前レーザーディスクとして発売されていた。
- “Toscanini:  The Maestro” BMG Music, 2004.
映像で見るトスカニーニ略伝。収録時間約98分。英語音声（日本語字幕）。さまざまな資料映像や関係者へのインタビューを交え、トスカニーニの生涯と業績を概観できる。NBC響のメンバーや共演した歌手アルバネーゼ、ネッリらの証言は（特に日本では）見る機会が稀である。トスカニーニ家のホームビデオ映像（カラー）も含まれる。トスカニーニの演奏を抜粋したCDを同梱。なお、このDVDはRCAから発売されたトスカニーニ全集にも含まれている。
- “Toscanini:  In His Own Words”, Medici Arts International, 2009.
「引退後のトスカニーニ家での会話」という設定の会話劇。引退した年である1954年の大晦日にトスカニーニ家に家族や知人が集まり、思い出話をするというもの。収録時間約70分。英語（独・仏）音声（日本語の音声・字幕はない）。俳優が演じているが完全なフィクションではなく、隠し録りされたトスカニーニの実際の発言や手紙を元にした「再現ドラマ」である。話題は家族のことからベートーヴェン、ヴァーグナー、ヴェルディ、他の指揮者、マリア・カラスなど音楽関係、さらに影響を受けた過去の出来事（イタリア独立運動、ヒトラー、ムッソリーニなど）まで多岐にわたる。関連する資料映像も見ることができる。ハーヴェイ・サックスが脚本・監修を担当している。

## 関連図書
- タウブマン, H.（1966）『トスカニーニ　生涯と芸術』（渡辺暁雄訳）東京創元社

トスカニーニ存命中に出版された伝記の抄訳。タウブマンはニューヨークタイムズ紙の音楽評論家。トスカニーニ本人とも親しく、1950年のNBC響全米ツアーにも同行した。
- グレーラー, L.（1985）『ヴァイオリンはやさしく音楽はむずかしい　20世紀楽壇の逸話集』（暮良結子訳）全音楽譜出版社

グレーラーはヴァイオリニスト。NBC交響楽団に在籍し、その後来日して日本フィルハーモニーなどで活躍した。
- ブルクハウザー, H.（1986）『ウィーンフィルハーモニー　ファゴットは語る　トスカニーニとの出会い』（芹沢ユリア訳）文化書房博文社

ブルクハウザーはウィーン・フィルのファゴット奏者であり、楽団長も務めた。20世紀前半のウィーンフィル逸話集だが、実際はかなりの分量がトスカニーニ関連の内容に当てられている（トスカニーニがウィーン・フィルに客演したのは、ザルツブルク音楽祭を含めても5年間のみ）。トスカニーニ客演時のエピソードや当時の欧州楽壇の雰囲気などを記述。
- 諸石幸生（1989）『トスカニーニ　その生涯と芸術』音楽之友社

巻末の詳細なディスコグラフィー（三田晴久編）もある。
- サックス, H.（1995）『トスカニーニの時代』（高久暁訳）音楽之友社

ハーヴェイ・サックスは、トスカニーニの伝記の著者。この本はその「副読本」に当たる。伝記では個々のトピックの考察に紙幅を割いていないが、この本ではトピックごとに章を立てて考察している。諸石の著作の巻末ディスコグラフィーの補遺を収載。
- 山田治生（2009）『トスカニーニ　大指揮者の生涯とその時代』（叢書・20世紀の芸術と文学）アルファベータ

未翻訳のトスカニーニ関係文献を含め、現時点で入手可能なトスカニーニに関する情報が網羅的に盛り込まれている。巻末にはメトロポリタン歌劇場時代の演奏記録等を収載。

## トスカニーニ財団
定期的に国際指揮コンクールを開催している。国際作曲コンクールも以前は行われていたが、予算難で休会。